# ورزشگاه سانتیاگو برنابئو
ورزشگاه سانتیاگو برنابئو (به اسپانیایی: Estadio Santiago Bernabéu) یک ورزشگاه فوتبال، واقع در مادرید، اسپانیا است که در تاریخ ۱۴ دسامبر ۱۹۴۷ به مالکیت باشگاه فوتبال رئال مادرید افتتاح شد. ظرفیت این ورزشگاه در حال حاضر ۸۱۰۴۴ نفر است.
این ورزشگاه که به احترام رئیس اسبق باشگاه سانتیاگو برنابئو یسته نام‌گذاری شده در حال حاضر یکی از مشهورترین و معتبرترین ورزشگاه‌های جهان در ورزش فوتبال معرفی می‌شود. این ورزشگاه میزبان چهار دوره لیگ قهرمانان اروپا در سال ۱۹۵۷، ۱۹۶۹، ۱۹۸۰ و ۲۰۱۰ بوده‌است. 
همچنین فینال جام ملت‌های اروپا ۱۹۶۴ و جام جهانی فوتبال ۱۹۸۲ در این ورزشگاه برگزار شده‌است. علاوه بر آن، فینال جام لیبرتادورس ۲۰۱۸ نیز در این ورزشگاه برگزار شد.

## موقعیت
ورزشگاه سانتیاگو برنابئو در پاسئو دلا کاستیانا و در محدوده چامارتین واقع شده‌است. در مجاورت این ورزشگاه خیابان‌های کونچا اسپینا، پدرو دامیان و رافائل سالگادو واقع شده‌اند.

## تاریخچه
در ۲۲ ژوئن ۱۹۴۴ بانک بازرگانی و صنعتی با اختصاص اعتبار به سانتیاگو برنابئو و رافائل سالگادو برای خرید زمین مجاور ورزشگاه چامارتین  موافقت کرد. در تاریخ ۵ سپتامبر ۱۹۴۴ مهندس معمار مانوئل مونیوز موناستریو و لوییز آله مانی سولر برای ساخت ورزشگاه به خدمت گرفته شدند. در ۲۷ اکتبر ۱۹۴۴ عملیات ساخت ورزشگاه آغاز شد.
نوئوو استادیو چامارتین (به فارسی: ورزشگاه جدید چامارتین) در ۱۴ دسامبر ۱۹۴۷ با بازی بین تیم‌های رئال مادرید و تیم پرتغالی اُس بلننسز افتتاح شد. ورزشگاه در آغاز ۷۵۱۴۵ نفر گنجایش داشت که فقط ۲۷۶۴۵ صندلی داشت و ۴۷۵۰۰ نفر باید از روی سکوهای ورزشگاه بازی را تماشا می‌کردند. سابینو باریناگا اولین بازیکنی بود که در ورزشگاه جدید موفق به گلزنی شد.

### دهه ۱۹۵۰
اولین بازسازی اساسی در سال ۱۹۵۴ اتفاق افتاد. در ۱۹ ژوئن این سال ورزشگاه برای تماشای ۱۲۵٬۰۰۰ نفر افزایش ظرفیت پیدا کرد. از این قرار ورزشگاه مادرید بزرگترین ورزشگاه از بین ورزشگاه‌های تازه تأسیس جام اروپا شد.
در تاریخ ۴ ژانویه ۱۹۵۵ در نشست عمومی اعضای حل اختلاف مقرر شد نام ورزشگاه به احترام رئیس باشگاه به سانتیاگو برنابئو تغییر نام دهد.
در ماه مه ۱۹۵۷، رئال مادرید اولین بار از چراغ‌های برقی برای روشنایی ورزشگاه در بازی برابر تیم اسپورت راسیفه برزیل استفاده کرد.

### دهه ۱۹۸۰
تا اوایل دهه ۱۹۸۰ که مصادف بود با میزبانی جام جهانی ۱۹۸۲ در اسپانیا ورزشگاه تغییرات چندانی به خود ندید. در این زمان ورزشگاه می‌بایست با ورزشگاه‌های روز همگام و به روز می‌شد از این جهت معمارانی به نام رافائل لوییس آله مانی و مانوئل سالیناس برای پروژه نوسازی ورزشگاه به کار گرفته شدند. این دو برادر فرزندان لوییس آله مانی آله مانی سولر بودند که برای پروژه ساخت بنای اصلی ورزشگاه بعد از مونز مانستاریو به کار گرفته شده بود. عملیات این پروژه ۱۶ ماه به طول انجامید و هزینه‌ای بالغ بر ۷۰۴ میلیون پزوی اسپانیا خرج دربرداشت که ۵۳۰ میلیون آن توسط شهرداری مادرید تأمین شد.
ارتقای ورزشگاه به چند نکته محدود بود. فیفا در ابتدا اجبار گذاشت تا دو سوم صندلی‌های ورزشگاه باید دارای پوشش شوند. بنا بر همین مسئله رئال مادرید سقفی را در ورزشگاه نصب کرد که میدان ردیف‌های اول و دوم ورزشگاه به جز قسمت شرقی را پوشش می‌داد. بدین وسیله گنجایش ورزشگاه از ۱۲۰۰۰۰ نفر به ۹۰۸۰۰ نفر تغییر ظرفیت داد که ۲۴۵۵۰ صندلی توسط سقف پوشش داده شدند و از گنجایش ورزشگاه کاستند. بر پایه این پروژه همچنین نمای سردر ورزشگاه تغییر ظاهر داد. نصب تابلوهای الکترونیکی در انتهای شمال و جنوب ورزشگاه، همچنین بازسازی جایگاه خبرنگاران، رختکن‌ها از دیگر آثار این پروژه بازسازی بودند.
ورزشگاه چهار بازی جام جهانی را پذیرا بود: سه مسابقه گروهی در گروه دو بازی‌هاآلمان غربی در مقابل انگلستان، آلمان غربی در مقابل اسپانیا و اسپانیا در برابر انگلستان و فینال این رقابت‌ها بین ایتالیا و آلمان غربی.

### دهه ۱۹۹۰
در اواسط دهه ۱۹۸۰ میلادی یوفا به دلیل افزایش جرایم در ورزشگاه‌های اروپایی استانداردهای جدید امنیتی را وضع کرد؛ بنابراین استانداردها مسئولین ورزشگاه ناچار به ساخت میانبرهای جداکننده از قسمت‌های مختلف ورزشگاه و صندلی‌های تماشاگران شدند. در دهه ۱۹۹۰ میلادی، سانتیاگو برنابئو دستخوش تغییراتی در زمینه افزایش ظرفیت و نوسازی‌های گسترده‌ای شد که موجب شد رامون مندوزا جایزه گینس ناوارو را به همین دلیل کسب کند.
عملیات در ۷ فوریه ۱۹۹۲ شروع و در ۷ مه ۱۹۹۴ با هزینه‌ای بالغ بر ۵ میلیارد پزوی اسپانیا، به پایان رسید. این هزینه بدهی باشگاه را که هیچ حامی رسمی نداشت افزایش داد. عملیات این پروژه با احداث سالن تئاتری در قسمت غربی و پی ساختمان که با جک هیدرولیکی به هم متصل شده بود، به پایان رسید.
در مجموع ۲۰۲۰۰ صندلی پیشرفته نصب شد که هر صندلی شیبی ۸۷ درجه‌ای داشت. این موضوع باعث ایجاد دید فوق‌العاده و نزدیک به زمین مسابقه شد. به علاوه برای دسترسی بهتر به میدان چهار ورودی احداث شد که هر کدام دو راه پله و یک رمپ مارپیچ مرکزی داشت.
با تغییرات جدید ارتفاع ورزشگاه از ۲۲ متر به ۴۵ متر افزایش پیدا کرد که این مسئله باعث شد تا در زمستان دو سوم میدان بازی در تاریکی سایه قرار گیرد. عدم وجود نور خورشید روی قسمتی از چمن ورزشگاه باعث پژمرده شدن آن‌ها شد. به همین دلیل یک شبکه لوله پلی پروپیلین در عمق ۲۰ سانتی‌متری زیر چمن ورزشگاه نصب گردید. این لوله جریان آب گرمی را به حرکت درمی‌آورد که چمن ورزشگاه را از یخ زدن محافظت می‌کرد.
هم چنین به دلیل افزایش ارتفاع سکوی ورزشگاه لازم بود تا سیستم روشنایی ورزشگاه بهبود یابد. یک سقف جمع شونده هم چنین نصب شد تا تماشاچیان را از سازه‌های برقی محافظت می‌کرد. پس از عملیات نوسازی گنجایش ورزشگاه به ۱۱۰۰۰۰ نفر رسید.
در تابستان ۱۹۹۸، تحت مدیریت لورنزو سانز، ورزشگاه سانتیاگو برنابئو با صندلی‌های سراسری پوشش داده شد که گنجایش آن را به ۷۵۳۲۸ نفر کاهش داد.

### دهه ۲۰۰۰

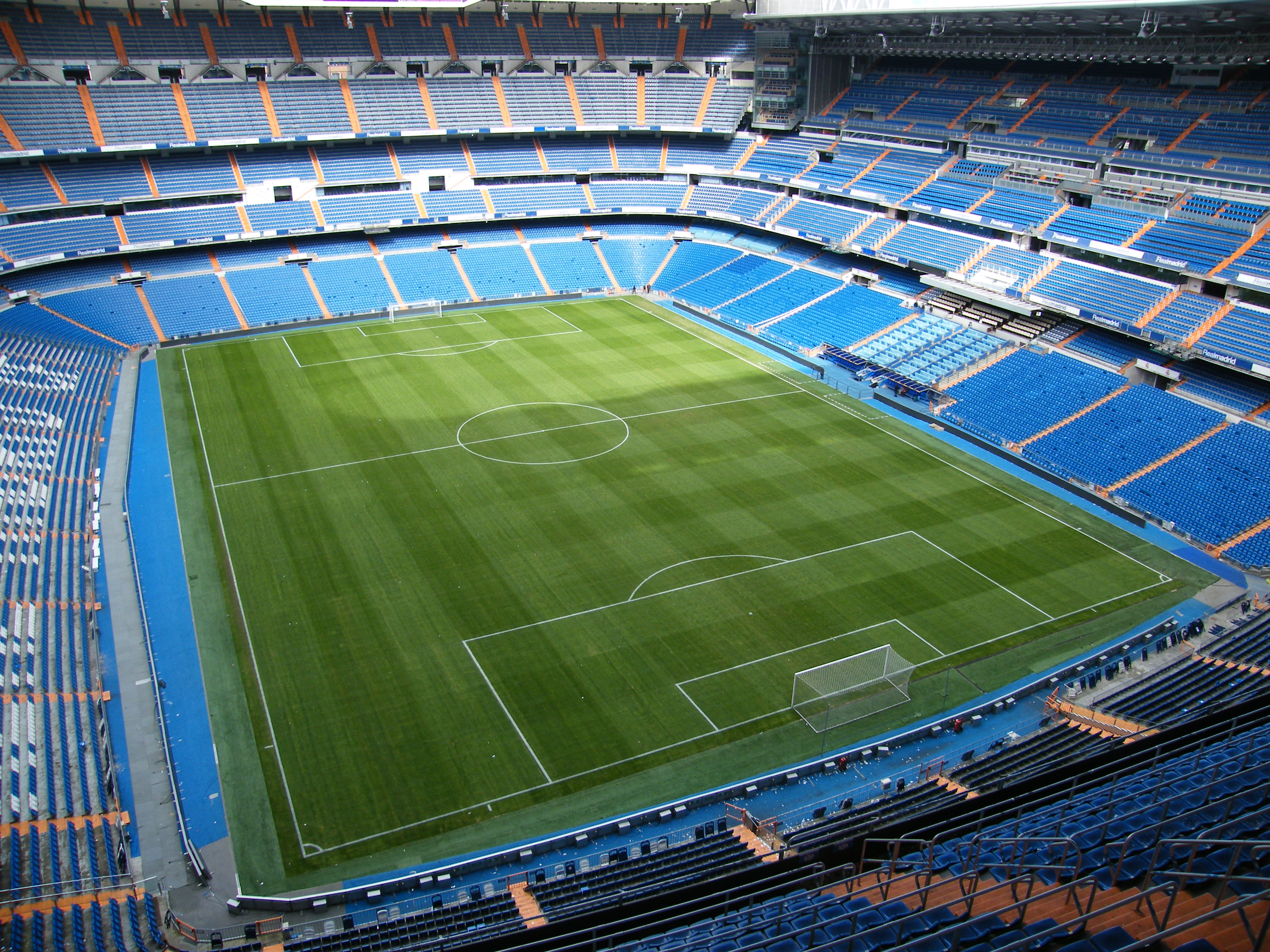
چشم‌انداز استادیوم

زمانی که فلورنتینو پرز به مقام ریاست باشگاه درآمد وی یک نقشه جامع با یک هدف را دنبال کرد: راحت‌تر کردن ورزشگاه و افزایش کیفیت تسهیلات و در نتیجه به حداکثر رساندن درآمد ورزشگاه.
وی ۱۲۷ میلیون یورو بین سال‌های ۲۰۰۱ تا ۲۰۰۶ هزینه کرد که شامل توسعه قسمت شرقی ورزشگاه با اضافه نمودن یک نمای سردر در خیابان فادر دامین و جایگاه‌های اختصاصی جدید، یک سکوی جدید در قسمت شرقی، یک جایگاه جدید برای خبرنگاران، یک سیستم صوتی جدید، یک مشروب فروشی جدید، یکپارچه‌سازی سیستم‌های گرمایشی جایگاه تماشاچیان، آسانسور مدرن با منظره‌ای زیبا به ورزشگاه، رستوران‌های جدید، پله برقی و ایجاد ساختمانی چند منظوره در خیابان فادر دامین می‌شد.
برپایه توسعه قسمت شرقی جانبی و ایجاد گالری‌های جدید گنجایش ورزشگاه سانتیاگو برنابئو به ۸۰۳۵۴ نفر رسید.
در سال ۲۰۰۷ میلادی هزارمین بازی در سانتیاگو برنابئو انجام شد. به علاوه طبق آخرین بازبینی یوفا در تاریخ ۲۷ اکتبر ۲۰۰۷ با توسل به بازی لیگ قهرمانان اروپا در برابر المپیاکوس یونان، آخرین قدم‌ها برای انتخاب سانتیاگو برنابئو به عنوان ورزشگاه ممتاز در تاریخ ۱۴ نوامبر ۲۰۰۷، یک ماه قبل از شصتمین سالگرد تأسیس ورزشگاه برداشته شد. یوفا در همین رابطه اعلام کرد که ورزشگاه به‌طور رسمی نامش را به ورزشگاه ممتاز تغییر خواهد داد.
پرز قبل از استعفا در سال ۲۰۰۵ پیشنهاد داد یک سقف قابل جمع شدن ساخته شود. در سال ۲۰۰۹ هم‌زمان با انتخاب مجدد پرز به عنوان رئیس باشگاه اعلام شد که ساخت این سقف بر اساس وضعیت مالی باشگاه غیرممکن است. با این حال طبق اعلام مارکای اسپانیا، پرز قصد به دوباره‌سازی سانتیاگو برنابئو دارد. طبق اخبار این روزنامه معماران این پروژه از بین لیستی از معماران اسپانیایی، سانتیاگو کالاتراوا و رافائل مونئو برنده جایزه پریتزکر و یو مینگ پی که هویت آمریکایی-چینی دارد که وی هم برنده جایزه پریتزکر شده انتخاب خواهند شد.
ورزشگاه به‌طور رسمی میزبانی فینال لیگ قهرمانان باشگاه‌های اروپا در سال ۲۰۱۰ را در مراسمی در نیون در سال ۲۰۰۸ میلادی اعلام کرد. با وجود حذف رئال مادرید در مرحله حذفی یک‌هشتم نهایی لیگ قهرمانان اروپا در فصل ۲۰۰۹–۲۰۱۰ بارسلونا به مرحله نیمه نهایی لیگ قهرمانان رسید و هواداران این تیم اسپانیایی آرزو داشتند جام این رقابت‌ها را در ورزشگاه رقیب دیرینه‌شان بالای سر ببرند و این در حالی بود که مادرید به شدت توسط روزنامه‌های اسپانیایی مورد تحقیر و انتقاد به خاطر رئیس سابق رامون کالدرون قرار گرفته بود.

## پروژه نوسازی ورزشگاه
در سال ۲۰۱۹، فلورنتینو پرز طرح جاه طلبانه نوسازی ورزشگاه سانتیاگو برنابئو را مطرح نمود که علاوه بر افزایش گنجایش سکوها تا بیش از ۹۰ هزار صندلی، ساخت رستوران، بار، کافی شاپ و مرکز خرید را در ساختمان اصلی ورزشگاه شامل می شد. این طرح از یک معماری بی نظیر و بسیار مدرن برخوردار خواهد بود که در آن یک سقف متحرک پیشرفته جهت استفاده در فصول بارانی، لحاظ گردیده است. بسیاری از کارشناسان با توجه به فشرده بودن بازی های تیم رئال مادرید، تردیدهایی را در خصوص امکان اجرای این پروژه مطرح کردند. اما شیوع بیماری کووید-۱۹، این فرصت را در اختیار پرز قرار داد تا به بهانه ممنوعیت حضور تماشاگران در لیگ های اروپایی، بازی های تیم اول رئال مادرید را به ورزشگاه آلفردو دی استفانو منتقل نموده و پروژه بازسازی سانتیاگو برنابئو را آغاز نماید. زمان اتمام پروژه، تابستان ۲۰۲۲ اعلام گردیده است. 

## سیستم حمل و نقل
ورزشگاه توسط ایستگاه مترویی در امتداد خط ۱۰ که سانتیاگو برنابئو نام دارد و متعلق به خودش است سرویس داده می‌شود. همچنین خطوط اتوبوس ۱۴٬۲۷٬۴۰٬۴٬۱۲۰٬۱۴۷و ۱۵۰ به این ورزشگاه مسافر حمل و نقل می‌کنند.

## نگارخانه

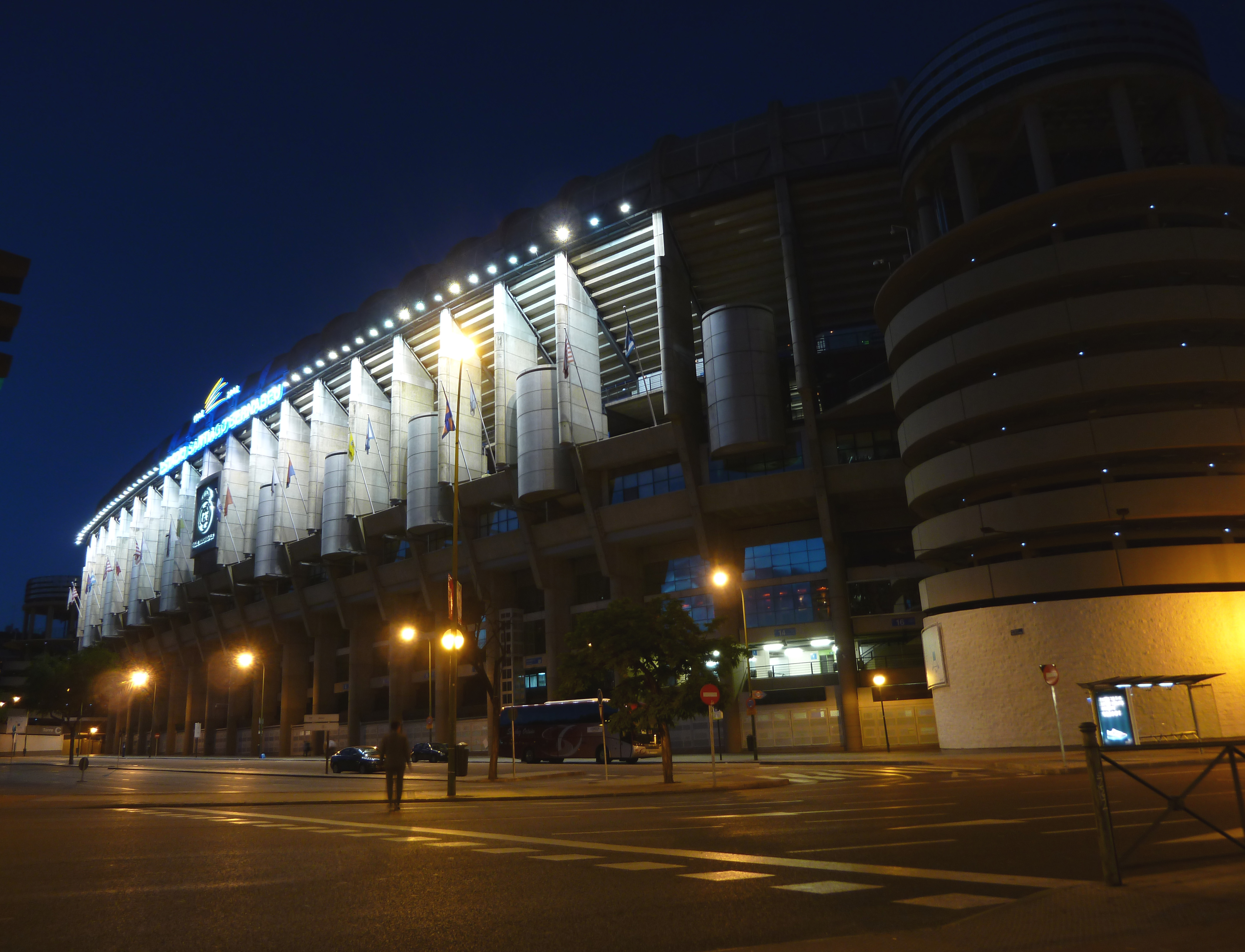
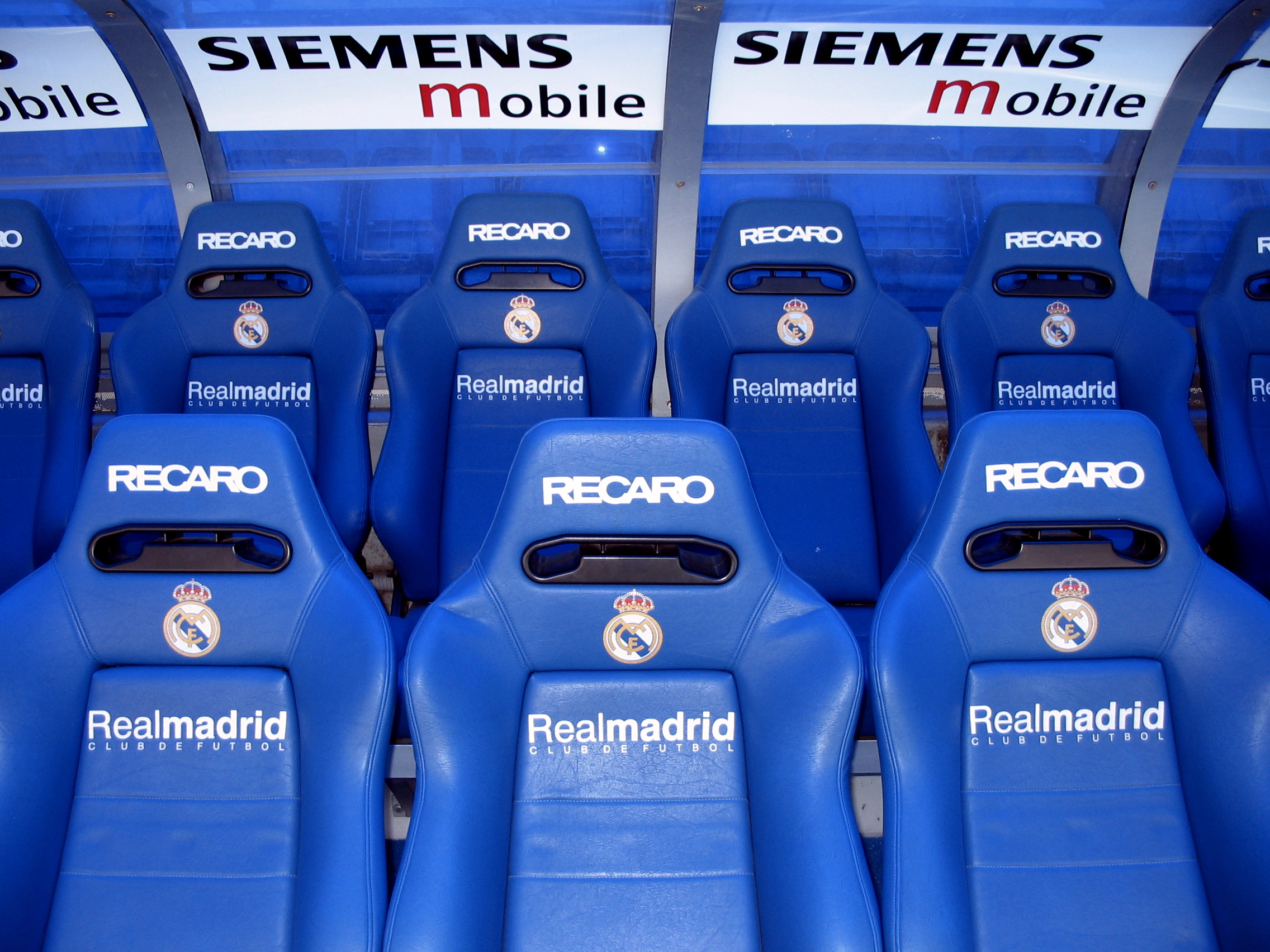
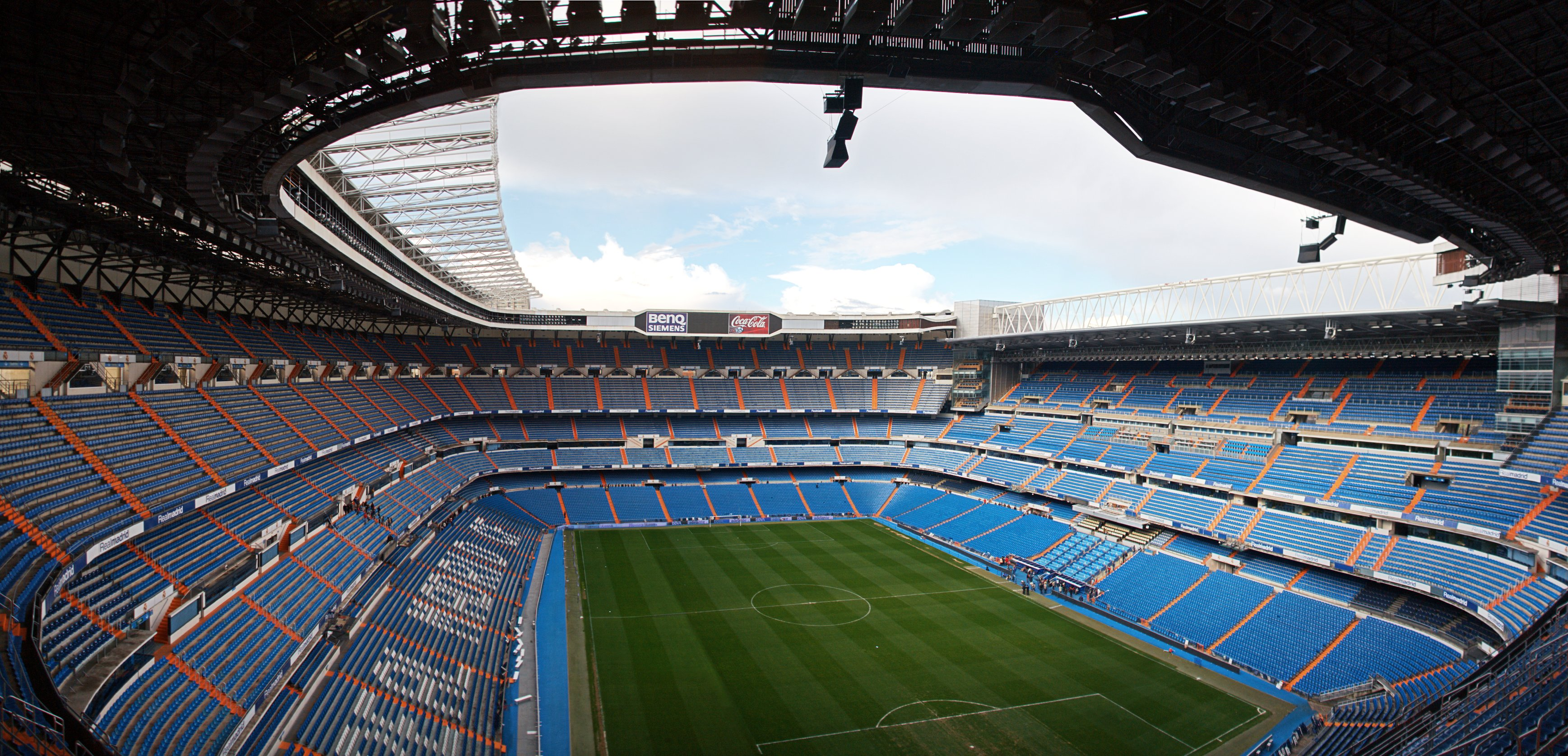